# Axel Zingle
Axel Zingle, né le 18 décembre 1998 à Mulhouse, est un coureur cycliste français.

## Biographie

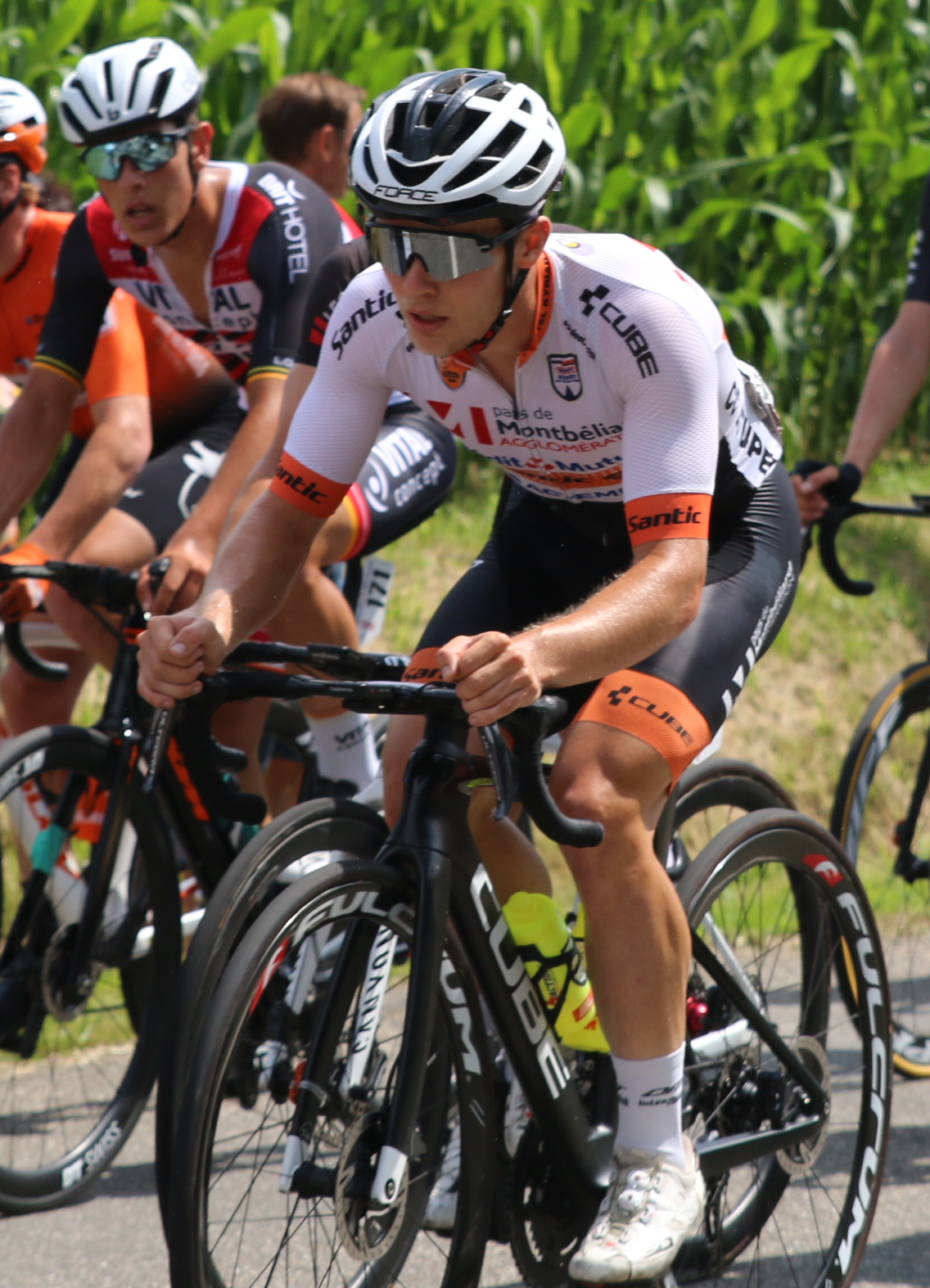
Axel Zingle lors du Tour Alsace 2021.

Axel Zingle est originaire de Mulhouse. Commençant le sport par le ski, il se consacre au début de sa carrière principalement au VTT. Lors des championnats d'Europe 2016, il obtient la médaille d'argent dans le relais mixte et la médaille de bronze dans le cross-country juniors (moins de 19 ans). En parallèle de sa carrière sportive, Axel Zingle est étudiant à l'INSA de Lyon, une école d'ingénieur.
En 2017 et 2018, il évolue au VC Unité Schwenheim. Il intègre ensuite en 2019 le CC Étupes. Cette année-là, alors qu'il n'obtient pas de résultat probant, il décide de se consacrer à 100% à la route à partir de la saison 2020. En début d'année 2020, il termine 6e du Circuit des 4 Cantons et du Circuit des Communes de la Vallée du Bédat, 9e et 14e au Circuit des plages vendéennes. Le 28 juillet, l'équipe Nippo Delko One Provence annonce son arrivée en tant que stagiaire pour la deuxième partie de saison. Il y retrouve notamment Romain Combaud, partenaire d'entraînement sur Clermont-Ferrand, et Julien Trarieux, côtoyé lors de stages VTT. Il débute sous les couleurs provençales sur le Tour du Doubs (35e). Échappé sur la première étape du Tour de Luxembourg, il endosse le maillot de meilleur grimpeur et le conserve jusqu'au terme de la troisième étape. Le 22 septembre, il se classe 9e de Paris-Camembert. 

### Cofidis (2021-2024)

#### 2021
Le 2 octobre 2020, l'équipe Delko annonce son passage chez les professionnels au 1er août 2021 pour un contrat s'étendant jusqu'en 2024.
En août 2021, il intègre l'équipe Cofidis, initialement en tant que stagiaire. En fin de saison, il figure dans une liste de présélection pour les championnats du monde sur route 2021 de Louvain mais est absent de la sélection finale établie par Thomas Voeckler.

#### 2022
Zingle remporte en avril 2022 la Route Adélie de Vitré. En mai, il subit une chute au cours de la première étape des Quatre Jours de Dunkerque. Victime d'une fracture à un scaphoïde, il ne repart pas le lendemain. Lors du championnat de France sur route, il prend la troisième place. Le 11 août, il remporte la première étape de l'Arctic Race of Norway à Mo i Rana et s'adjuge le classement par points de cette course nordique. En fin de saison, il gagne en octobre la Famenne Ardenne Classic à Marche-en-Famenne en Belgique en battant quelques spécialistes du sprint.

#### 2023
En janvier 2023, Cofidis annonce la prolongation du contrat de Zingle jusqu'en fin d'année 2024. Le 18 mars, il remporte la Classic Loire-Atlantique au sprint. Le 16 avril, il se classe à la dixième place de l'Amstel Gold Race, réalisant ainsi un premier top 10 sur une classique. Il participe pour la première fois au Tour de France qu'il termine mais sans résultats probants.

#### 2024
En février, il monte sur le podium à l'issue des trois étapes en ligne du Tour de La Provence et termine deuxième du classement général derrière Mads Pedersen. En mai, sur les routes bretonnes, après avoir terminé le Grand Prix du Morbihan à la deuxième place et le Tour du Finistère au pied du podium, il remporte les Boucles de l'Aulne lors d'un sprint à sept coureurs après une centaine de kilomètres d'échappée.

## Caractéristiques
Commençant le cyclisme par le VTT, Axel Zingle s'oriente ensuite sur le cyclisme sur route à partir de 2020. Dans cette discipline, il est classé comme un coureur polyvalent, avec comme point fort son explosivité et comme point faible ses capacités limitées en haute montagne.
Il préfère des conditions de course marquées par la pluie et le froid.

## Palmarès en VTT

### Coupe du monde
- Coupe du monde de cross-country espoirs
  - 2018 : 17e du classement général
  - 2019 : 30e du classement général

### Championnats d'Europe
- Huskvarna 2016
  -  Médaillé d'argent du relais mixte
  -  Médaillé de bronze du cross-country juniors

### Championnats de France
- 2016
  - 3e du championnat de France de cross-country juniors
- 2018
  - 2e du championnat de France de cross-country espoirs

### Autres compétitions
- 2016
  - Roc d'Azur juniors

## Palmarès sur route

### Palmarès amateur
- 2017
  - 2e du Critérium du Printemps
  - 3e du Grand Prix des Carreleurs
- 2020
  -  Champion de France sur route espoirs
  - Grand Prix d'Is-sur-Tille
  - 2e du Grand Prix d'Availles-Limouzine
- 2021
  - Grand Prix des Carreleurs
  - Ronde du Porhoët
  - Circuit Boussaquin
  - Prix du Saugeais
  - Dijon-Auxonne-Dijon
  - 1re étape du Tour de la Guadeloupe
  - 2e de la Maggioni Classique Châtillon-Dijon
  - 2e du Challenge BBB-DirectVelo

### Palmarès professionnel
- 2021
  - 3e de la Classic Grand Besançon Doubs
- 2022
  - Route Adélie de Vitré
  - 1re étape de l'Arctic Race of Norway
  - Famenne Ardenne Classic
  - 2e du Circuit de Wallonie
  - 3e du championnat de France sur route
  - 3e du Tour du Jura
- 2023
  - Classic Loire-Atlantique
  - 3e du Tour du Finistère
  - 3e des Boucles de la Mayenne
  - 8e du Renewi Tour
  - 10e de l'Amstel Gold Race
- 2024
  - Boucles de l'Aulne
  - 2e du Tour de La Provence
  - 2e de la Famenne Ardenne Classic
  - 2e du Grand Prix du Morbihan
  - 2e du Circuit de Wallonie
  - 2e du Circuit franco-belge
  - 3e des Boucles de la Mayenne
  - 3e du Tour du Limousin-Périgord-Nouvelle-Aquitaine
  - 6e de la Cyclassics Hamburg
- 2025
  - 3e étape de Paris-Nice (contre-la-montre par équipes)
  - 1re étape des Quatre Jours de Dunkerque

### Résultats sur les grands tours

#### Tour de France
2 participations
- 2023 : 142e
- 2024 : 108e

### Classements mondiaux
| Année                                 | 2020 | 2021 | 2022 | 2023 | 2024 |
| ------------------------------------- | ---- | ---- | ---- | ---- | ---- |
| Classement mondial                    | 498e | 323e | 59e  | 58e  | 55e  |
| UCI Europe Tour                       | 409e | 272e | 50e  | 47e  | 43e  |
|                                       |      |      |      |      |      |
| Légende : nc = non classéSource : UCI |      |      |      |      |      |